# Matapadre
Matapadre är ett oberoende galiciskt skivbolag grundat av Iván Arias och Diego Castro 2010. Matapadre är baserade i Santiago de Compostela och är kopplat till produktionsföretaget Work On Sunday, som organiserar WOS Festivalen och Triciclo-evenemanget.

## Artister
- Bala
- Disco Las Palmeras!
- Colectivo Oruga
- Esquelas
- Guerrera
- Jay
- Lendrone
- Malandrómeda
- Puma Pumku
- Telephones Rouges
- Unicornibot